# 蝶々 (シューマン)
『蝶々』（Papillons）作品2は、ロベルト・シューマンが作曲したピアノ曲である。全12曲から成る。日本語で訳さず『パピヨン』とも呼ばれる。

## 概要
1829年から1831年にかけて作曲され、当時ピアニストとしての活動を始めた直後の作品である。シューマンの愛読書であるジャン・パウルの長編小説『生意気盛り』（未完）の「仮面舞踏会」の情景を読んだ際に着想したとされている。作品の中に、以前作曲したピアノ小品が引用されている。技巧や音楽的にシューマンのなかではやさしく弾きやすい。中級レベルでも併用可能。

## 構成
6小節の序奏と12曲から構成され、各曲には作曲者自身がつけた表題がある。演奏時間は約14分。
- 序奏
- 第1曲「仮面舞踏会」：ドルチェで提示される仮面舞踏会の旋律は、後の作品『謝肉祭』の第6曲「フロレスタン」に引用されている。
- 第2曲「ヴァルト」
- 第3曲「ヴルト」
ヴァルトおよびヴルトは、小説に登場する双子の兄弟の名。ヴァルトは夢想家、ヴルトは行動家である。
- 第4曲「仮面」
- 第5曲「ヴィーナ」
ヴィーナは小説に登場する女性の名。
- 第6曲「ヴルトの踊り」
- 第7曲「仮面の交換」
- 第8曲「告白」
- 第9曲「怒り」
- 第10曲「仮面を脱ぐ」
- 第11曲「大急ぎ」
- 第12曲「終景と帰り行く兄弟たち」
17世紀頃の「祖父踊り」の旋律（『謝肉祭』の終曲にも用いられている）と第1曲の仮面舞踏会の旋律が絡み合い、朝6時の鐘が鳴ると音楽はディミヌエンドしてppで終わる。